# Henry Scott Tuke
Henry Scott Tuke (ur. 12 czerwca 1858 w Yorku, zm. 13 marca 1929 w Falmouth) – angielski malarz i fotograf.

## Życiorys
Urodził się w Falmouth w rodzinie kwakrów, jego ojciec Daniel Hack Tuke był lekarzem psychiatrą. W 1874 wyjechał z rodzicami do Londynu. Uczył się w Slade School of Art, po otrzymaniu stypendium wyjechał do Włoch i Francji. W 1883 wrócił do rodzinnej Kornwalii i zamieszkał nad Zatoką Falmouth, gdzie mógł łączyć dwie pasje malarstwo i żeglowanie.
Tuke był znany jako autor męskich aktów, jego prace nigdy nie eksponowały seksualności i nie stały się przedmiotem skandalu. Malował również portrety, które były jego głównym źródłem utrzymania. Wiele podróżował, zmarł po ciężkiej chorobie i został pochowany w Falmouth.
Po śmierci zapomniany, został ponownie odkryty w latach 70., obecnie jest uważany za prekursora kultury gejowskiej.

## Galeria

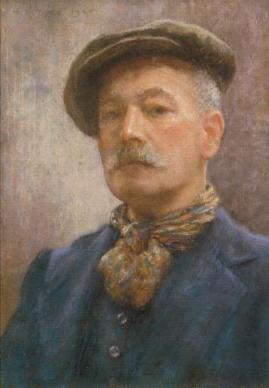
Autoportret, 1920
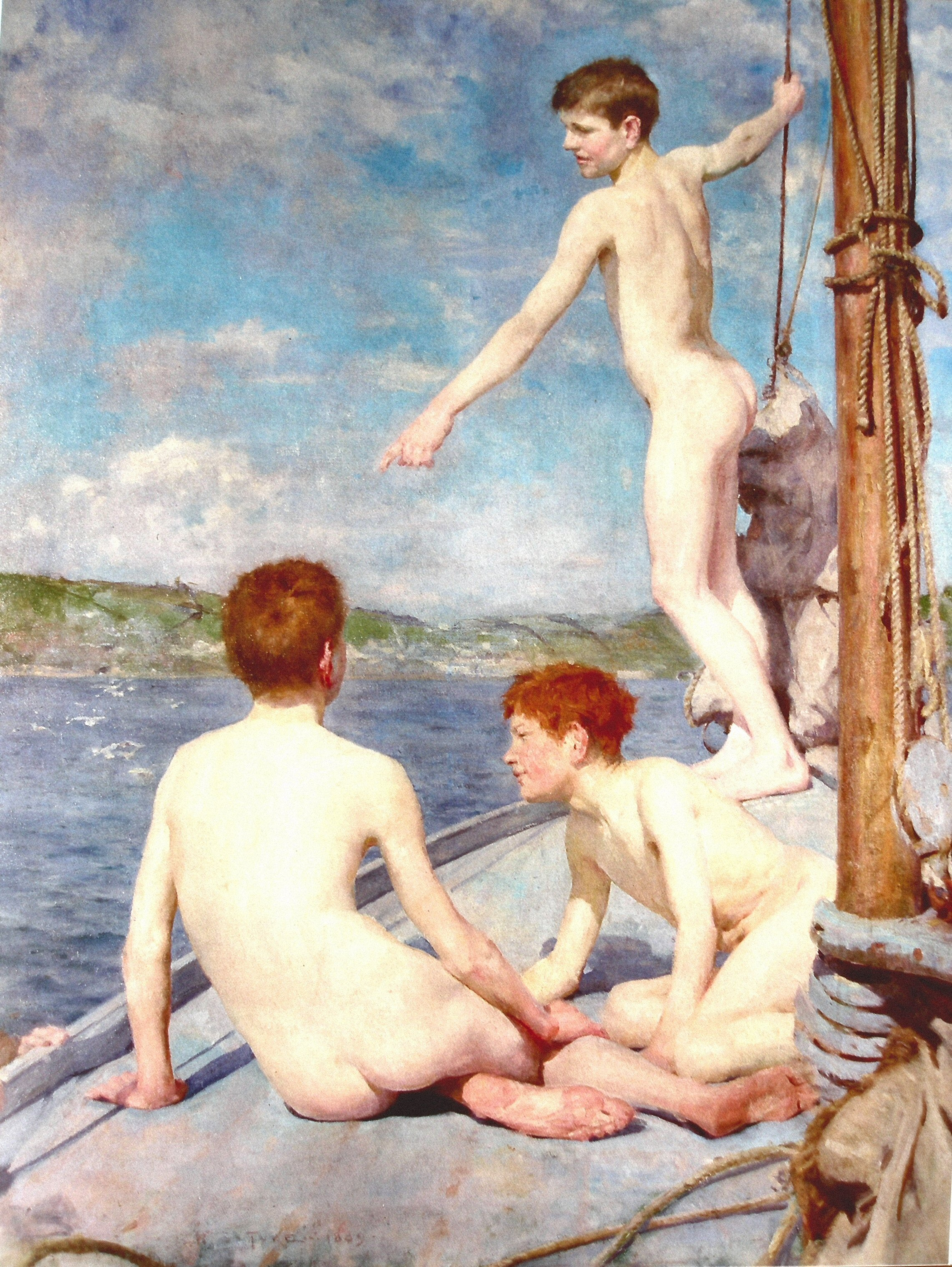
The Bathers, 1889
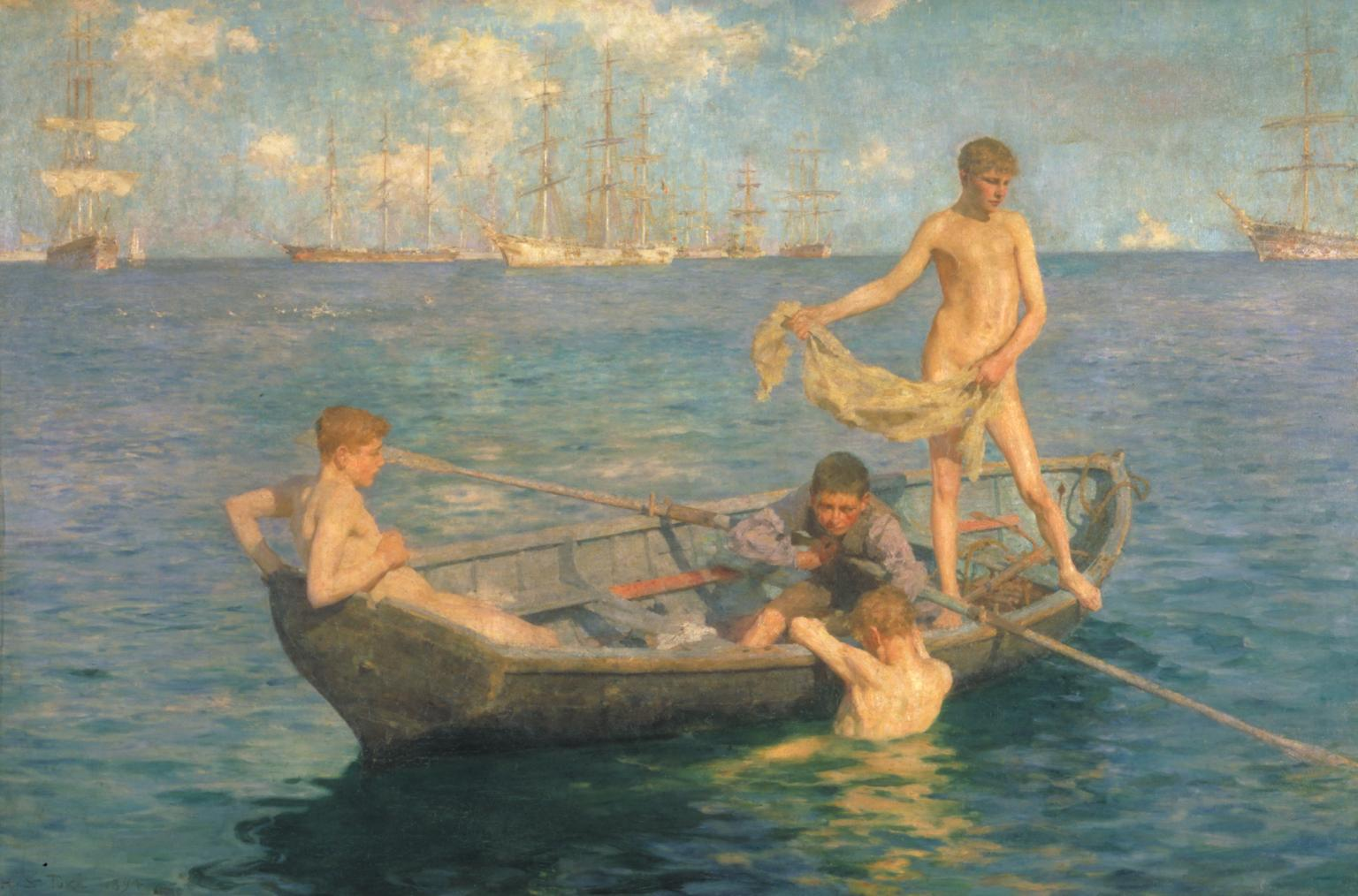
August Blue, 1894
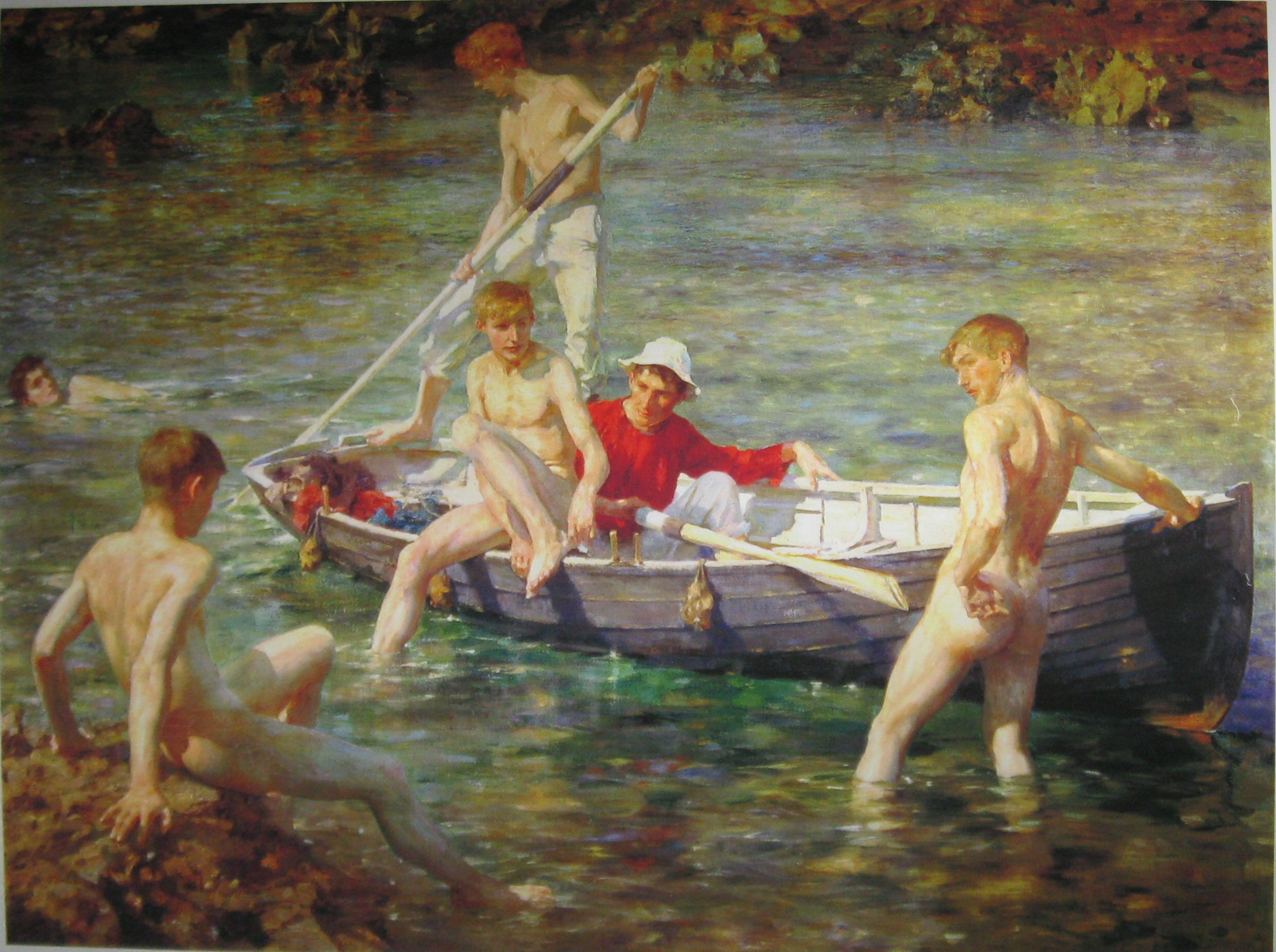
Ruby, Gold and Malachite,1902
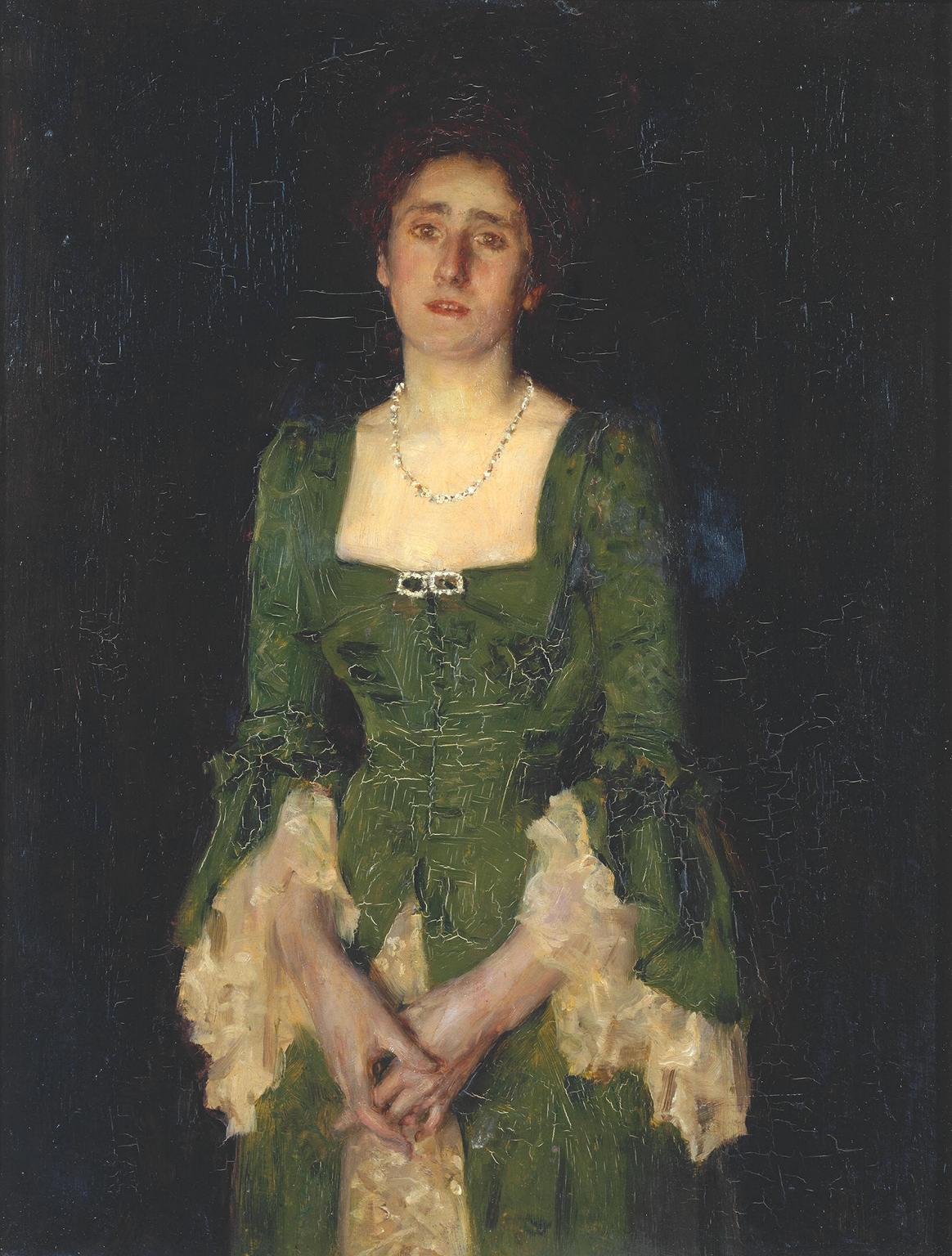
Portret Florence Humphris, 1892
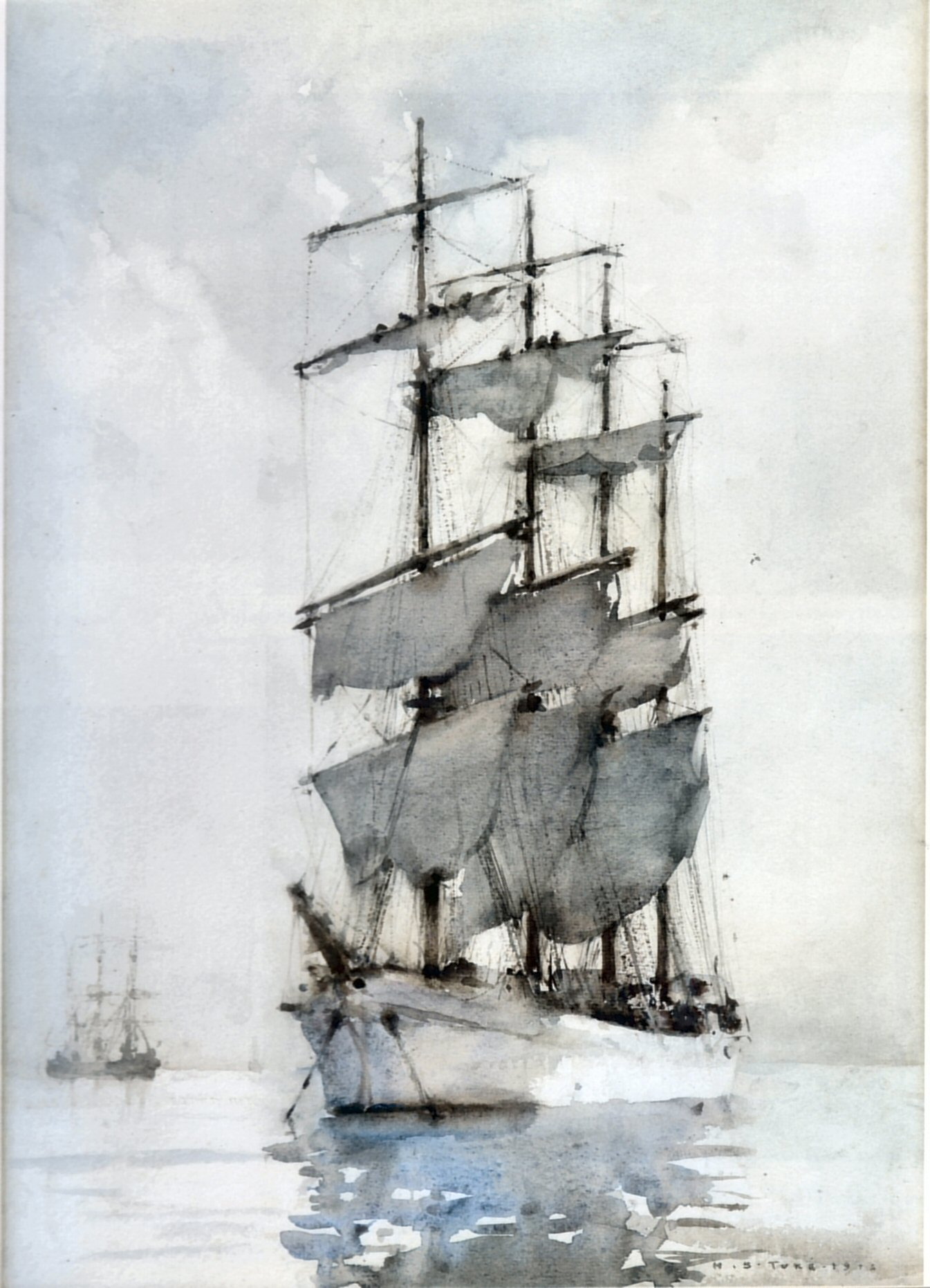
Rounding the Manacle Buoy, 1888
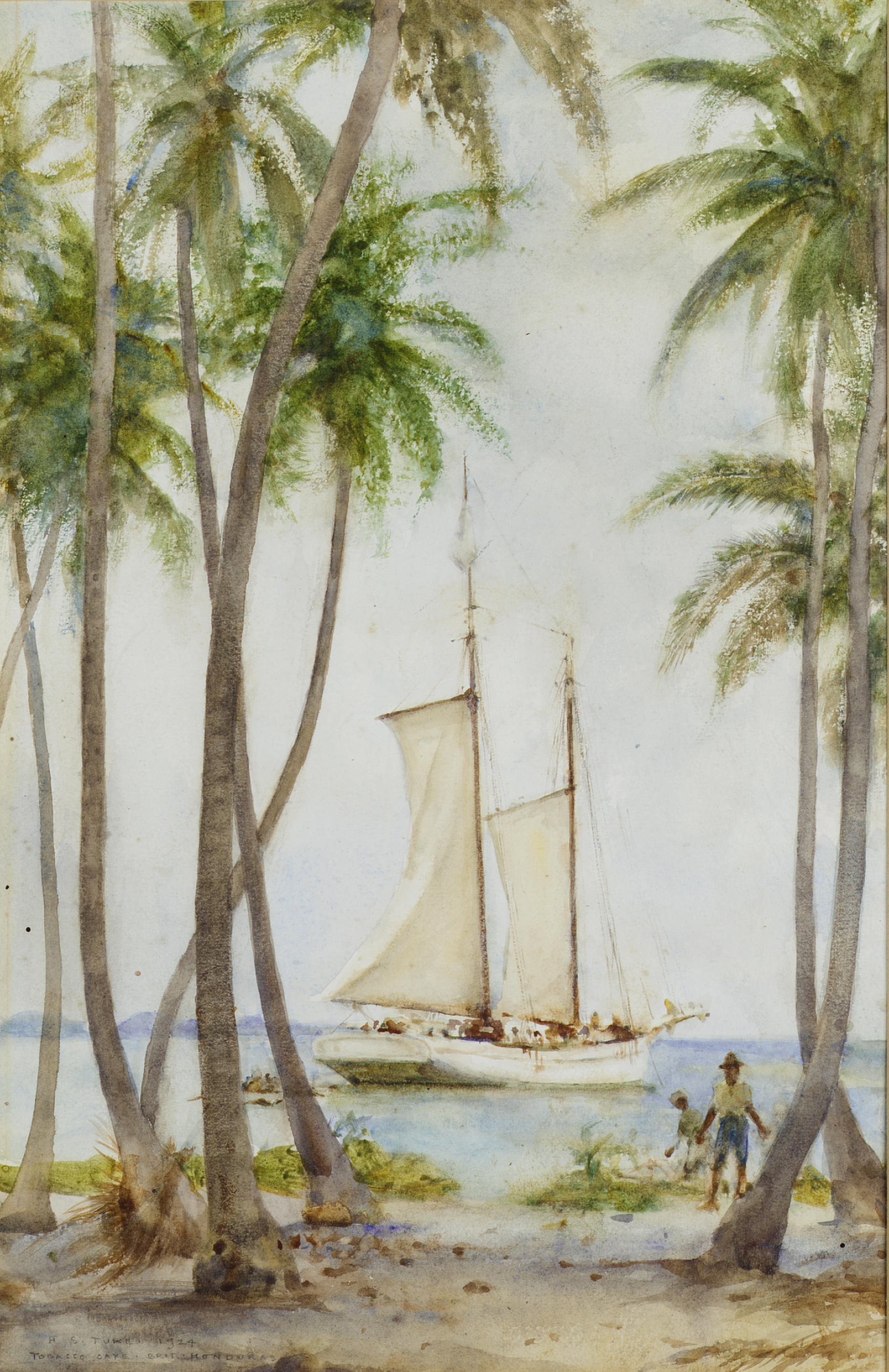
Honduras, początek XX wieku
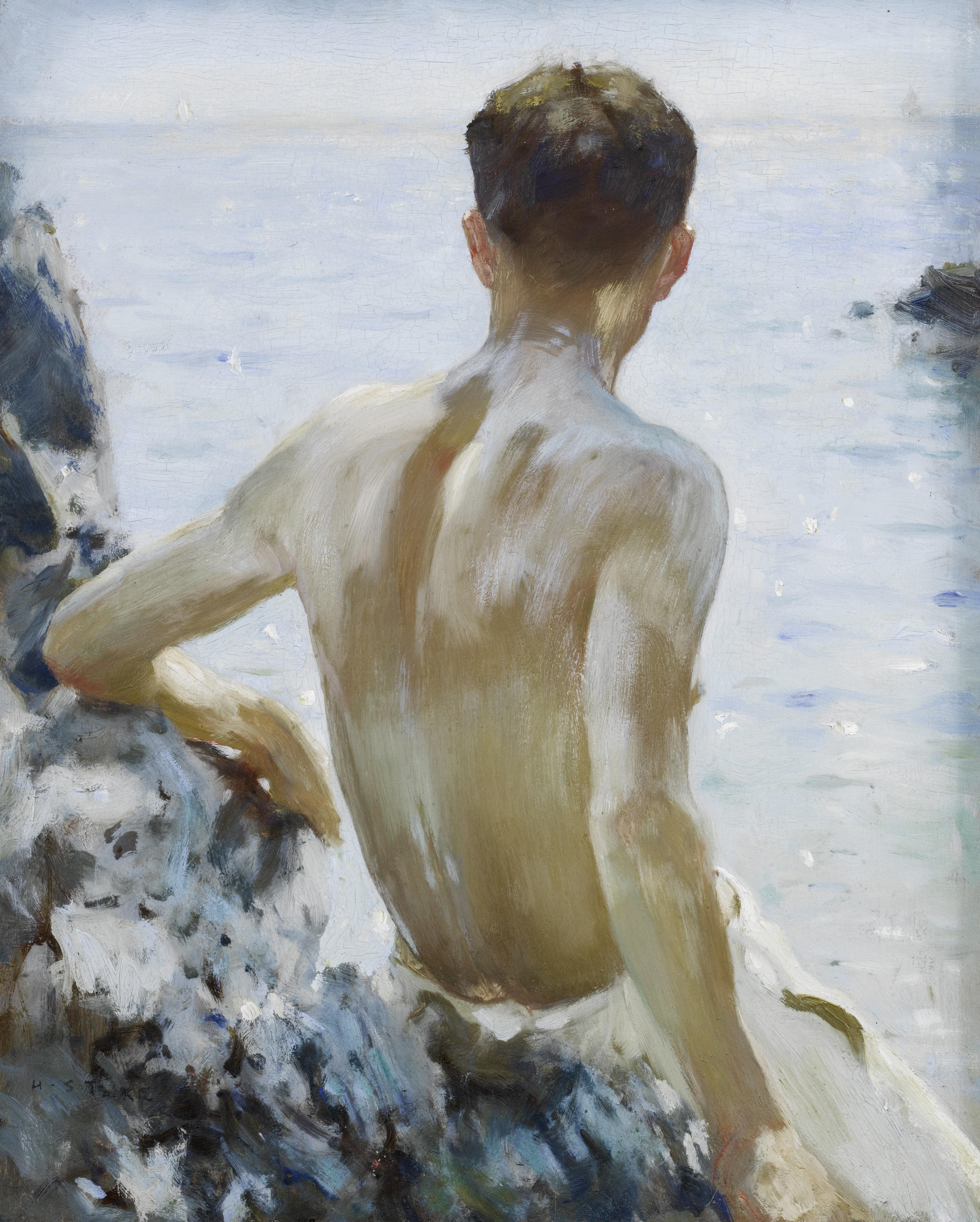
Beach study, około 1928